# 円周率1000000桁表
『円周率1000000桁表』（えんしゅうりつひゃくまんけたひょう）は、円周率の数表100万桁分を1ページに1万桁ずつ収録した書籍。著者は元東京大学生産技術研究所最先端数理モデル連携研究センター特任准教授の牧野貴樹（2017年9月現在、Google勤務）。『素数表150000個』と並んで同人集合「暗黒通信団」の代表作とされ、朝日新聞の記事では「隠れたベストセラー」として紹介された。

## 概要
1996年に初版第1刷が発行され、2022年3月には「第3.141592653589刷」（第15刷相当）が発行されている。第1刷は著者の自宅にあるプリンターでホチキス留めの同人誌として30部のみ制作されたが、2018年現在では2万8千部が発行されており、地方・小出版流通センターにおいて取り扱われ書店でも販売されている。販売価格は税抜314円であるが、Amazon.co.jpのマーケットプレイスでは本書が1万円以上で取引された例もあるといい、本書の高額転売については関係者が不快に思っているという。また、紀伊国屋書店新宿本店では15年以上平積みで販売されている。刊行から四半世紀が経っても売れ行きは好調であり、丸善津田沼店「本のベスト10」では2023年2月10日から3月10日までの統計として第6位にランクインしている。
なお本書の巻末において著作権は放棄すると宣言されており、国立国会図書館のウェブサイト「江戸の数学」では最初の1万桁分に相当するページが公開されている。国会図書館や英国図書館の他、日本国内では40の大学図書館に所蔵されている。発行日はどの版も3月18日であるが、これは「円周率の逆数が0.31830…だから」である。

## 沿革
- 1996年 3月18日初版。
- 2010年 ビブリオバトル首都決戦の紀伊國屋書店予選で、本書を紹介した出場者がいた[13]。9月9日付けの「新文化」にて「円周率100万桁 一部書店でブーム!?」というタイトルで紹介。

- 2012年 6月22日の朝日新聞大阪版の記事で大垣書店京都ヨドバシ店長が本書を取り上げた[14]。11月にはジュンク堂のPR誌『書標』においても取り上げられた。

- 2015年 5月に「第1回円周率100万桁表読書感想文コンクール」開催。5月29日に中国の微博において話題になったという[15]。6月8日にはロケットニュース24の英文記事において取り上げられ[16]、同月9日に放送されたフジテレビ系列のドラマ「戦う!書店ガール」最終回にも登場している[17]。7月14日には日本テレビ系列の番組「月曜から夜ふかし」で円周率暗記者へのインタビュー時に答え合わせのために利用された[18]。ドラマ「デート〜恋とはどんなものかしら〜」にて作中のベッドシーンに小物として使われた。7月28日には、日経トレンディネットに著者である牧野貴樹のインタビュー記事が掲載された。記事によると本書を著した当時、円周率の計算結果を出力するプログラムを自らの手で作成したため、普通の本以上に手間が掛かったという[4]。

- 2016年 1月に「第2回円周率100万桁表読書感想文コンクール」が開催され作品の募集が行われた[19]。1月18日発行の図書館教育ニュース1391号(1/18発行, 少年写真新聞社)においても本書の記事が掲載された。3月14日には円周率の日にちなんでPouchに記事が掲載され、暗黒通信団が開催するイベントについても紹介された[20]。4月16日の朝日新聞に掲載された円周率に関する記事では本書についても言及され、牧野による「円周率は重要ですが、百万桁までは使い道がない。何で売れるんでしょう？」とのコメントが掲載された[21]。9月には川崎市市民ミュージアムで開かれた企画展「『描く！』マンガ展 ～名作を生む画技に迫る―描線・コマ・キャラ～」において、旧字体漢字バージョンである『圓周率佰萬桁表日本語版』（ISBN 978-4-87310-039-5）が展示された[22]。
- 2017年 2/19～3/18のジュンク堂書店高松店理工書売上ランキングで一位となった[23]。4月に台湾の愛好家から530冊の一括注文を受けた[24]。

- 2018年 『数学セミナー』2月号「数学トラヴァース」のコーナーに著者である牧野貴樹のインタビュー「円周率という氷山の一角／牧野貴樹氏(暗黒通信団)にきく」が6ページに渡り掲載された。

## 評価
古くは『ミニコミ魂』において暗黒通信団による「琴線に触れてくる」ミニコミの一つとして紹介され、ライターの真下弘孝が「外見はともかく、捲った数字だらけの紙面に圧倒される」と評している。またハマザキカクは自著において「世の中に数多ある本の中で、最も珍書の度合いが高いもの」の筆頭として本書をあげ、「本にしてしまおうという発想は驚かざるを得ない」と述べ「随所に遊び心が効いている」と評している。2015年刊行の『ヘンな本大全』における対談においても、ハマザキは「すごくセンスがいい」本であると述べている。インターネットでもしばしばコメントがあり、例えばとみさわ昭仁は本書について「円周率だけで本を作ってしまおうというのは、思いつきのジョークとしてはそれほど珍しいものではない」が「これほどの労力をかけて、実現させてしまうというのは、なかなか真似のできるもんじゃない」と評しており、価格が314円であることについては「利益を得ることよりも購買者を笑わすことを選んだ心意気が嬉しい」としている。「児童文学評論家 赤木かん子のオフィシャルウェブサイト」でも、暗黒通信団による書籍の一つとして取り上げられている。赤木かん子はまた、自著『学校図書館で働くようになったら読む本2 自然科学の棚の作り方』にて『イチオシ 「自然科学の本」』として本書および『素数表150000個』をとりあげた。フリーアナウンサーの榊菜美も自身のブログにて『素数表150000個』とともに紹介した。

## 関連書籍
- 月刊円周率編集部『月刊円周率』暗黒通信団、2009年。ISSN 1884-4464。
- 真実のみを記述する会『レムニスケート周率1000000桁表』暗黒通信団、2014年。ISBN 978-4-87310-211-5。
- 真実のみを記述する会『円周率の練習帳』暗黒通信団、2014年。ISBN 978-4-87310-214-6。[30]
- 真実のみを記述する会『πのｅ進展開100万桁表』暗黒通信団、2015年。ISBN 978-4-87310-030-2。
- 牧野貴樹『円周率10000.00桁表』暗黒通信団、2016年。ISBN 978-4-87310-037-1。
- 牧野貴樹『圓周率佰萬桁表日本語版』暗黒通信団、2016年。ISBN 978-4-87310-039-5。
- 牧野貴樹『円周率一億桁表 総集編』暗黒通信団、2017年。ISBN 978-4-87310-314-3。コミックマーケット91にて5巻組のバインダ形式で頒布された。その後ジュンク堂池袋店にて展示販売された。
- 五代幻人『円周率カルタ＆データブック』暗黒通信団、2018年。ISBN 978-4-87310-203-0。円周率カード202枚（整数部分1枚と，小数点以下1〜1,005桁を5桁ずつに区切ったもの201枚）に解説冊子がついたカルタのセット。Yahoo!ニュースにて紹介[31]。
- 真実のみを記述する会『円周率100,000,000桁表 縮刷版』暗黒通信団、2019年。ISBN 978-4-87310-628-1。
- 真実のみを記述する会『円周率100桁表』暗黒通信団、2020年。ISBN 978-4-87310-240-5。
- 神戸暗黒通信団『ゆとり世代のための円周率表』神戸暗黒通信団、2019年。